# Liste der Provinzialstraßen in der Provinz Hennegau
Die Liste der Provinzialstraßen in der Provinz Hennegau listet die Provinzialstraßen in der belgischen Provinz Hennegau auf. Diese Straßen werden wegen ihrer Einbeziehung in das belgische Netz der N-Straßen auch als quartäre (= in der vierten Kategorie) Nationalstraßen bezeichnet.

## Provinzziffern
Die Provinzialstraßen werden in Belgien mit dem Buchstaben N und einer dreistelligen Zahl dargestellt. Die erste Ziffer gibt die jeweilige Provinz an. In der Provinz Hennegau ist dies die Ziffer 5.
Die weiteren Provinzialstraßen tragen in den anderen Provinzen die folgenden Anfangsziffern:
- 1 Antwerpen
- 2 Brabant: Region Brüssel-Hauptstadt sowie Provinzen Flämisch-Brabant und Wallonisch-Brabant
- 3 Westflandern
- 4 Ostflandern
- 6 Lüttich
- 7 Limburg
- 8 Luxemburg
- 9 Namur

## Provinzziffer 5
Der Straßenverlauf wird in der Regel von Nord nach Süd und von West nach Ost angegeben.
| Nr.   | Verlauf |
| ----- | --- |
| N 505 | N 60 in Péruwelz – N 506 – Blaton – Harches – – N 50 |
| N 506 | N 505 in Blaton – – N 50 |
| N 510 | Néchin – Estaimbourg – N 50 in Pecq |
| N 511 | (Frankreich) – Staatsgrenze – Estampuis – Evregnies – – Dottignies – N 50                                                                                          |
| N 512 | (Frankreich) – Staatsgrenze – Herseaux – – Dottignies – N 58 – Provinzgrenze – (N 512 in der Provinz Westflandern)                                                 |
| N 513 | N 58 in Mouscron – N 366 – N 516 – N 518 |
| N 514 | N 43 in Mouscron – N 58 – N 366 in Mouscron |
| N 515 | N 365 in Ploegsteert – N 58 – Warneton – N 336 – Comines – N 531 – Provinzgrenze – (N 515 in der Provinz Westflandern)                                             |
| N 516 | Mouscron – N 513 in Mouscron |
| N 518 | Mouscron-Nordost – N 58 in Mouscron – … – N 513 in Mouscron – Staatsgrenze – (Frankreich)                                                                          |
| N 519 | N 48 – N 57 in Ellezelles |
| N 520 | N 48 – N 57 in Flobecq |
| N 521 | N 57 in Ogy – N 529 – Wannebecq – Papignies |
| N 523 | N 57 in Silly – Gondregnies – N 56 in Brugelette |
| N 524 | N 526 in Baudour – Herchies – N 56 – Lens – Montignies-lez-Lens – Neufvilles – in Soignies                                                                         |
| N 525 | N 56 in Chièvres – Neufmaison – N 526 – N 50 – N 547 in Saint-Ghislain                                                                                             |
| N 526 | N 60 in Leuze-en-Hainaut – N 537 – Tourpes – Ellignies-Sainte-Anne – N 527 – Belœil – Sirault – N 525 – Baudour – N 524 – N 90                                     |
| N 527 | N 56 in Ath – N 526 – N 50 in Grandglise |
| N 528 | N 529 in Frasnes-lez-Anvaing – Mainvault – – N 56 in Ath |
| N 529 | N 48 in Tournai – Quartes – N 60 – Frasnes-lez-Anvaing – N 528 – Lahamaide – N 521 – N 57 in Lessines                                                              |
| N 531 | N 58 in Comines – N 515 in Comines |
| N 533 | in Braine-le-Comte – Henripont – Ronquières – Provinzgrenze – (N 533 in Brabant)                                                                                   |
| N 535 | N 55 – Houdeng-Goegnes – La Louvière – N 536 – N 27 |
| N 536 | N 535 in La Louvière – N 27 |
| N 537 | N 60 in Willaupuis – N 526 in Tourpes |
| N 539 | N 90 in Mons – N 552 in Obourg |
| N 541 | N 50 in Baudour – N 51 in Quaregnon |
| N 543 | in Ciply – – N 546 – Genly – N 548 – Blaregnies – N 544 – Staatsgrenze – (Frankreich)                                                                              |
| N 544 | in Mons – – N 550 – Frameries – N 546 – Sars-la-Bruyère – N 543 in Blaregnies                                                                                      |
| N 545 | N 50 in Ghlin – Quaregnon – N 51 – N 550 – N 544/N 546 in Frameries                                                                                                |
| N 546 | N 544/N 545 in Frameries – N 543 – – – N 40 in Givry |
| N 547 | N 50 in Hautrage – – Saint-Ghislain – N 51 in Hornu |
| N 548 | N 543 in Genly – Quévy-le-Petit – Quévy-le-Grand |
| N 549 | N 51 in Boussu – N 550 – N 552 in Dour |
| N 550 | N 549 in Boussu – Wasmes – N 545 – N 544 |
| N 552 | N 549 in Dour – Èlouges – N 51 – Thulin – – N 554 – – Hautrage – N 50 – N 547 – N 525 – Baudour – N 526 – N 541 – Ghlin – – N 56 – Obourg – N 539 – in Ghislage    |
| N 554 | N 50 – Ville-Pommerœul – N 552 |
| N 559 | N 59 – Lobbes – N 562 – Biercée – N 561 – Leers-et-Fosteau – N 40                                                                                                  |
| N 561 | N 40 in Erquelinnes – Merbes-le-Château – N 55 – Labuissière – Fontaine-Valmont – N 559 in Biercée                                                                 |
| N 562 | N 40 in Rouveroy – Croix-lez-Rouveroy – Peissant – Merbes-Sainte-Marie – N 55 – Bienne-lez-Happart – N 559 in Lobbes                                               |
| N 563 | (D 932 in Frankreich) – Staatsgrenze – Coegnies-Chaussée – – Havay – Givry – N 40 – Estinnes – N 90 – Binche – N 55 – Morlanwelz – N 59 in Chapelle-lez-Herlaimont |
| N 566 | R 53 in Châtelet – N 922 in Châtelet |
| N 567 | in Mellet – N 586 – N 29 in Fleurus |
| N 568 | in Gosselies – – Flughafen Brüssel-Charleroi – N 29 – N 90 in Châtelet                                                                                             |
| N 569 | N 582 in Forchies-la-Marche – – … – in Lodelinsart – – N 572 – Gilly – N 29 – – R 53 in Châtelet                                                                   |
| N 570 | N 90 in Pironchamps – Pont-de-Loup – R 53 in Châtelet |
| N 572 | in Charleroi – N 569 – N 29 – N 576 in Couillet |
| N 573 | R 53 in Châtelet – Gougnies – Provinzgrenze – (N 573 in der Provinz Namur)                                                                                         |
| N 574 | N 975 in Gerpinnes – Fromiée – Provinzgrenze – (N 574 in der Provinz Namur)                                                                                        |
| N 576 | in Couillet – N 572 – – R 53 in Châtelet |
| N 579 | Marchienne-au-Pont – Montigny-le-Tilleul – N 580 – N 53 |
| N 580 | Landelies – N 579 in Montigny-le-Tilleul |
| N 582 | N 90 in Fontaine-l’Évêque – Forchies-la-Marche – N 569 – Souvret – N 583 – Courcelles – N 584 – – N 586 in Gosselies                                               |
| N 583 | N 59 in Chapelle-lez-Herlaimont – – Trazegnies – N 584 – Souvret – N 582 – Monceau-sur-Sambre – N 584 – N 90 in Marchienne-au-Pont                                 |
| N 584 | N 583 in Trazegnies – Courcelles – N 582 – N 583 in Monceau-sur-Sambre                                                                                             |
| N 586 | (N 586 in Brabant) – Provinzgrenze – Liberchies – Thiméon – N 582 in Gosselies – … – N 568 – N 567 in Fleurus                                                      |
| N 587 | in Charleroi – N 29 in Charleroi |
| N 589 | N 99 in Baileux – Rièzes – L’Escaillère – Provinzgrenze – (N 589 in der Provinz Namur)                                                                             |
| N 593 | (D 951 in Frankreich) – Staatsgrenze – Macon – Salles – N 53 in Chimay                                                                                             |
| N 596 | N 597 – Grandrieu – Staatsgrenze – (D 962 in Frankreich) |
| N 597 | (D 936 in Frankreich) – Staatsgrenze – Leugnies – N 596 – N 53 – Leval-Chaudeville                                                                                 |

## Provinzziffern 2, 3 und 9
Der Straßenverlauf wird in der Regel von Nord nach Süd und von West nach Ost angegeben.
| Nr.   | Verlauf |
| ----- | --- |
| N 255 | (N 255 in Brabant) – Provinzgrenze – in Enghien |
| N 263 | (N 263 in Brabant) – Provinzgrenze – – Bassilly |
| N 280 | (N 280 in Brabant) – Provinzgrenze – ohne Ort, ohne Abzweig einer klassifizierten Straße – Provinzgrenze – (N 280 in Brabant) |
| N 285 | (N 285 in Brabant) – Provinzgrenze – ohne Ort, ohne Abzweig einer klassifizierten Straße – Provinzgrenze – (N 285 in Brabant) – Provinzgrenze – in Enghien |
| N 314 | (N 314 in der Provinz Westflandern) – Provinzgrenze – ohne Ort, ohne Abzweig einer klassifizierten Straße – Provinzgrenze – (N 314 in der Provinz Westflandern) – Provinzgrenze – ohne Ort, ohne Abzweig einer klassifizierten Straße – Provinzgrenze – (N 314 in der Provinz Westflandern) – Provinzgrenze – N 336 |
| N 336 | (N 336 in der Provinz Westflandern) – Provinzgrenze – N 314 – N 58 – Waeneton – N 515 – Staatsgrenze – (D 108 in Frankreich) |
| N 353 | (N 353 in der Provinz Westflandern) – Provinzgrenze – N 50 in Warcoing |
| N 365 | (N 365 in der Provinz Westflandern) – Provinzgrenze – Ploegsteert – N 515 – Staatsgrenze – (Frankreich) |
| N 391 | (N 391 in der Provinz Westflandern) – Provinzgrenze – Escanaffles – Celles – N 48 |
| N 912 | N 568 – Lambusart – Provinzgrenze – (N 912 in der Provinz Namur) |
| N 922 | N 922 in Châtelet – N 566 – Presles – Provinzgrenze – (N 922 in der Provinz Namur) – Provinzgrenze – ohne Ort, ohne Abzweig einer klassifizierten Straße – Provinzgrenze – (N 922 in der Provinz Namur) |
| N 975 | R 53 in Châtelet – Bouffioulx – Acoz – Gerpinnes – N 574 – N 978 – Hymiée – Provinzgrenze – (N 975 in der Provinz Namur) |
| N 978 | N 975 in Gerpinnes – Provinzgrenze – (N 978 in der Provinz Namur) |
| N 988 | N 29 in Fleurus – Wainfercée-Baulet – Keumiée – Provinzgrenze – (N 988 in der Provinz Namur) |